# Aphrodita rossi
Aphrodita rossi är en ringmaskart som beskrevs av Knox och Cameron 1998. Aphrodita rossi ingår i släktet Aphrodita och familjen Aphroditidae. Inga underarter finns listade i Catalogue of Life.